# Бач (Сербія)
Бач (серб. Бач, Bač) — місто в Сербії, в автономному краї Воєводина, у Північно-Бачанському окрузі, центр общини Бач. Місто розташоване за 62 км від Нового Саду, 140 км від Белграда і 120 км от Суботіци. Місто дало назву цілому регіону — Бачці.

## Історія
Перші поселення в районі сучасного міста Бач існували дуже давно. Розкопки показують, що в стародавні часи тут існувало давньоримське поселення, яке страждало від набігів варварів. Перша писемна згадка про місто датується періодом правлення імператора Юстиніана I, коли він згадав Бач в листі, який датується 535 роком.
У 873 році місто було фортецею аварів. У XII столітті проходить підняття міста, будується Бачська фортеця. У XIV столітті починаються часті набіги турків. Під час Мохачської битви місто, беручи участь у складі об'єднаних військ, виставило кінноту. Тим не менше наступ турків не був зупинений і після падіння Белграда Бач був захоплений турками. З часом місто стало губити свою значущість в цьому регіоні, але якраз тут в XIX столітті була відкрита перша аптека у Воєводині.